# Slutanvändaravtal
EULA är en förkortning för det engelska uttrycket End-user License Agreement som är benämningen på ett avtal som användaren accepterar för att kunna använda vissa tjänster, vanligtvis programvaror. De är inte juridiskt bindande i Sverige men i andra länder som USA är de det. [källa behövs]